# 稲鳴四季
稲鳴 四季（いななき しき、3月26日 - ）は、日本の漫画家。男性。大阪府出身。主に成人向け漫画を執筆している。同人サークル「studio A（スタディオアー）」としても活動している。以前は「彩町日々（あやまちひび）」の名義も使っていた。

## エピソード
- 2020年4月20日に本頁を見たことをTweetしており、閲覧時に誕生日や年齢について全く記載されていなかったためか自分の誕生日と年齢について発言している。以下、Tweet内容「自分のブログのURL調べるためにひらがなで検索したらwikipediaに項目作られていて吹いた月曜のお昼 誕生日は3/26で、中村悠一や杉田智和のディープなゲーム話が全部理解できるくらいの年齢です😉」[3]。

## 作品リスト
1. 『放課後交配ノート』 （2014年1月24日発売[5]、ヒット出版社〈セラフィンコミックス〉、ISBN 978-4-89465-618-5）
2. 『女子校生受精カタログ』 （2015年3月25日発売[6]、ヒット出版社〈セラフィンコミックス〉、ISBN 978-4-89465-658-1）
3. 『彼女たちの学性アルバム』 （2017年11月28日発売[7]、ヒット出版社〈セラフィンコミックス〉、ISBN 978-4-89465-742-7）